# University of Canberra
University of Canberra – australijska państwowa uczelnia z siedzibą w Canberze. Powstała w 1967 roku jako Canberra College of Advanced Education. W 1990 została podniesiona do rangi uniwersytetu i uzyskała obecną nazwę. Do 1993 pozostawała stowarzyszona z Monash University. Kształci 17 000 studentów i zatrudnia ok. 850 pracowników naukowych. 

## Struktura
Uczelnia podzielona jest na cztery wydziały:
- Wydział Biznesu, Administracji Państwowej i Prawa
- Wydział Pedagogiki, Nauk Ścisłych, Technologii i Matematyki
- Wydział Sztuki i Projektowania
- Wydział Zdrowia.